# إسماعيل إمام
إسماعيل إمام طيار مقاتل مصري شارك في حرب الاستنزاف وأكتوبر ضمن السرب رقم 44 التابع للواء الجوي 104 مقاتلات دفاع جوي المتمركز في قاعدة المنصورة الجوية وكان قائد السرب أثناء الحرب هو أمير رياض.
يُنسب إلى إسماعيل إمام إسقاطه 8 طائرات مقاتلة إسرائيلية في 4 اشتباكات منفصلة اثنتان منها فقط مؤكدة.

## مولده
ولد إسماعيل إمام في 3 سبتمبر 1946 بقسم ثاني فاقوس بمحافظة الشرقية.

## حرب أكتوبر
شارك إسماعيل إمام مع زملائه في الضربة الجوية المفاجئة المركزة ضد أهداف العدو في سيناء وكانت تضمن ثلاثة مطارات وقاعدة جوية وعشرة مواقع صواريخ هوك وثلاثة مراكز للقيادة والسيطرة والإعاقة الإلكترونية وبعض محطات الرادات وثلاثة مناطق للشئون الإدارية وحصون بارليف شرق بورفؤاد.
بتاريخ 17 أكتوبر تلقي إسماعيل إمام تعليمات من قيادته بالاشتباك مع طائرتين ميراج معاديتين فطار بطائرته من قاعدته الجوية واشتبك مع طائرات العدو واستطاع أن يسقط منها طائرة في البداية وظل يناور الطائرات الباقية إلي أن قارب وقود الطائرة على الانتهاء. وأبلغ أقرب المطارات له بذلك وطلب الإذن بالهبوط به وهو مطار أنشاص. ويبدو أن عطلًا فنيًا قد حدث في شبكة الاتصالات اللاسلكية بالمطار فلم يعلم الدفاع الجوى بهبوطه فأطلقت إحدى كتائب الدفاع الجوى صاروخاً عليه أصاب طائرته وعندما أراد القفز بالمظلة لم تفتح الكابينة وارتطم رأسه بسقفها ونتج عن ذلك وفاته.

## التكريم
نتيجة لأعماله وبطولته حصل الشهيد علي وسام نجمة سيناء من الطبقة الأولي. وذلك في حفلة التكريم التي أقامها الرئيس الراحل محمد أنور السادات في فبراير 1974 في مجلس الشعب لتكريم أبطال مصر من مختلف الأفرع والأسلحة.

## الإسقاطات المؤكدة
| التاريخ        | نوع الطائرة          | السرب | رقم الذيل | بواسطة                                    | المكان        | الحالة                                                                           |
| -------------- | -------------------- | ----- | --------- | ----------------------------------------- | ------------- | -------------------------------------------------------------------------------- |
| 9 فبراير 1970  | ميراج 3 "شاهاك 6657" | ؟     | 57        | ميج-21                                    | البحر المتوسط | وقع الطيار آفينوام كيلدس في الأسر                                                |
| 11 أكتوبر 1973 | فانتوم إف-4إي كورناس | 201   | 640       | ميج-21 من السرب 44 التابع للواء 104 الجوي | كوبري بنها    | بعد إصابة الطائرة قفز الطيار كوبي هارون والملاح يورل عراد بالمظلة ووقعا في الأسر |